# Joachim (Fürstenberg-Heiligenberg)

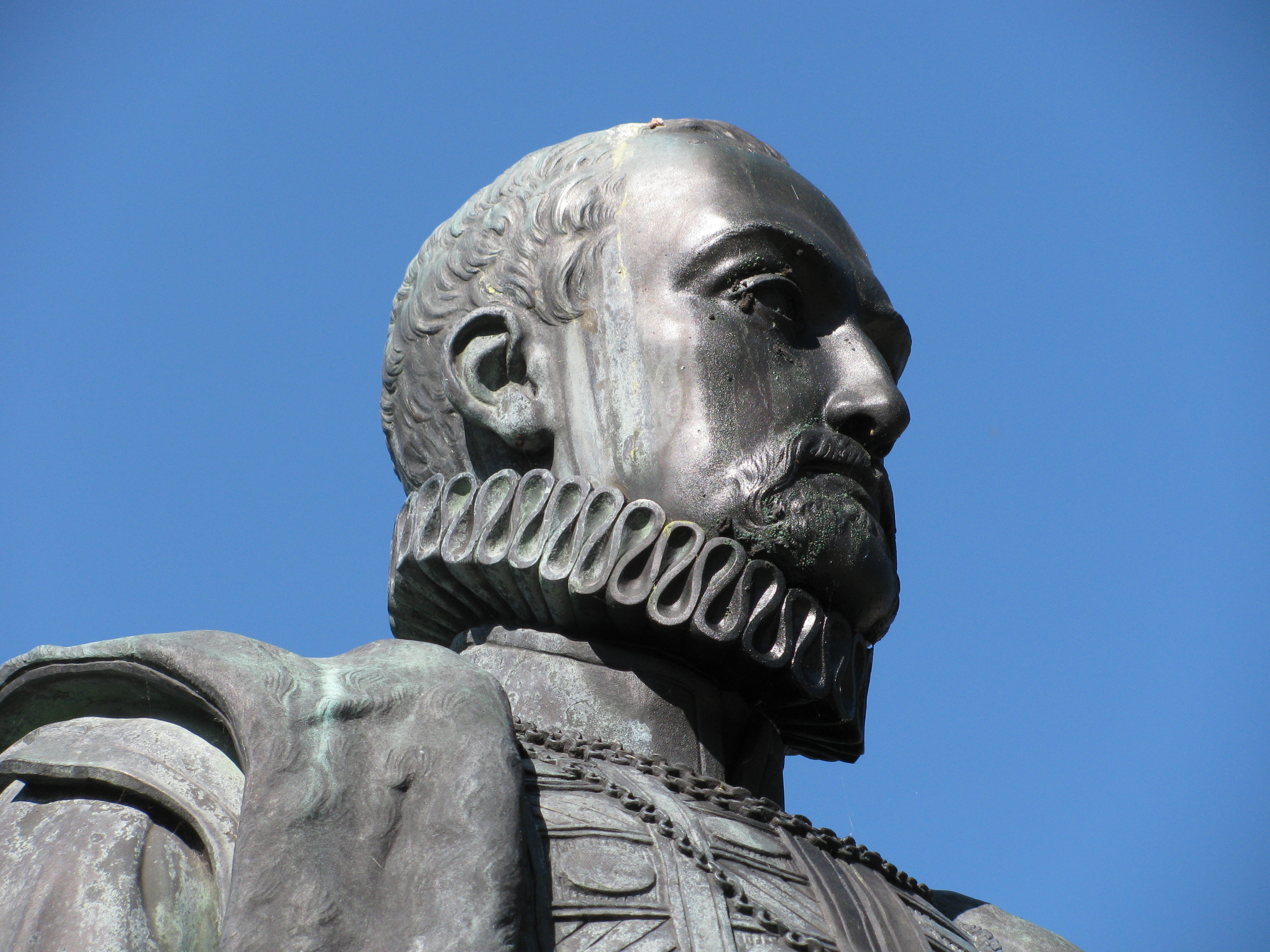
Graf Joachim von Fürstenberg

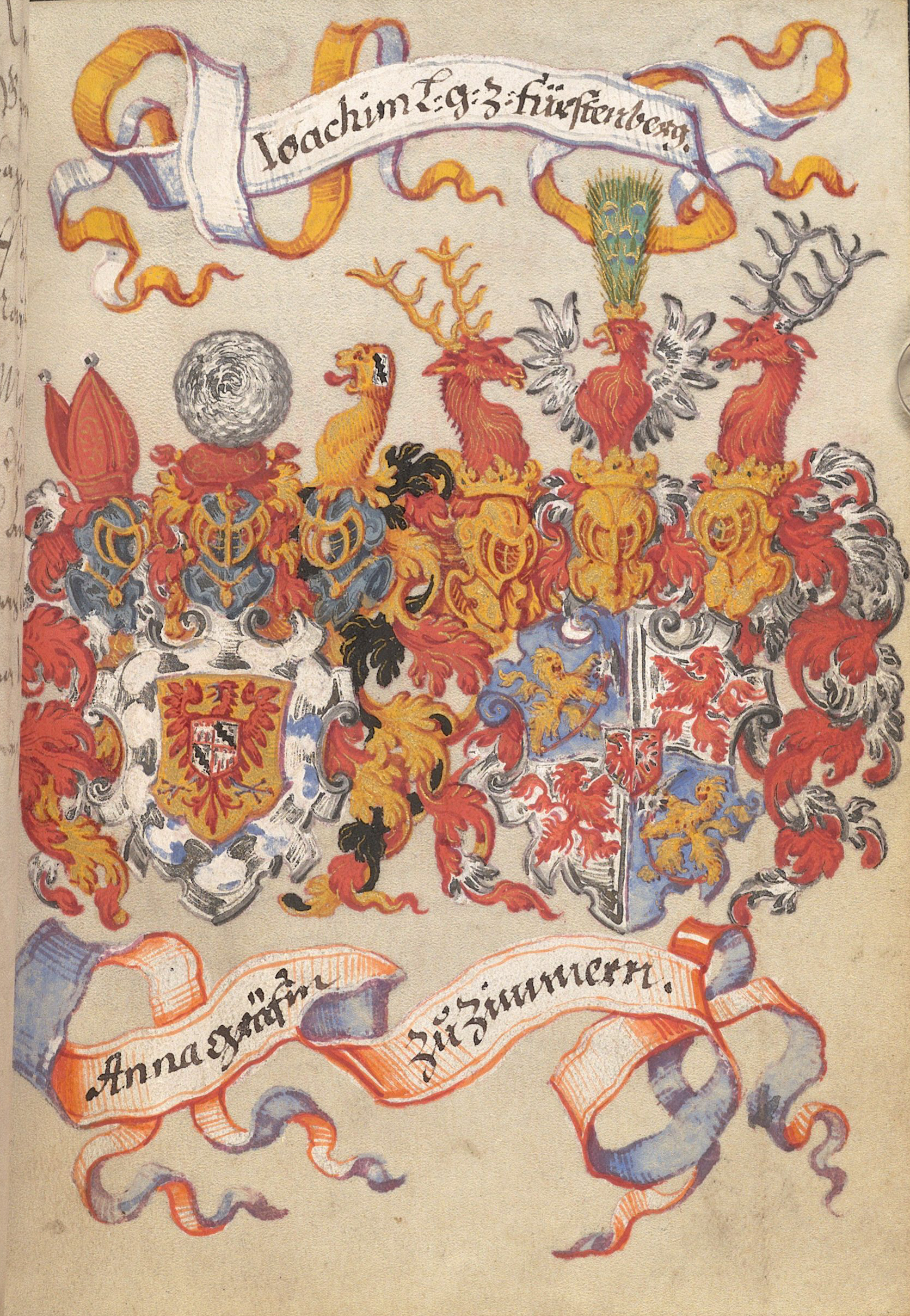
Allianzwappen Joachim von Fürstenberg und Anna von Zimmern

Joachim von Fürstenberg-Heiligenberg (* 25. Januar 1538; † 21. Oktober 1598 in Heiligenberg) war ein Graf aus dem Adelsgeschlecht der von Fürstenberg.

## Leben
Joachim war der jüngste Sohn des Grafen Friedrich III. von Fürstenberg (* 1496; † 1559) und der Gräfin Anna von Werdenberg. Nach der Erbteilung mit seinen Brüdern Christoph und Heinrich verblieben ihm die von seiner Mutter (1534) eingebrachten Allodialgüter Heiligenberg, Trochtelfingen und Jungnau. Er heiratete 1562 die vermögende Gräfin Anna von Zimmern (* 1545 in Meßkirch; † 1602), sie war die älteste der zehn Töchter des Grafen Froben Christoph von Zimmern und eine Schwester des Grafen Wilhelm von Zimmern. Sie hatten fünfzehn Kinder, von denen nur vier die Eltern überlebten.

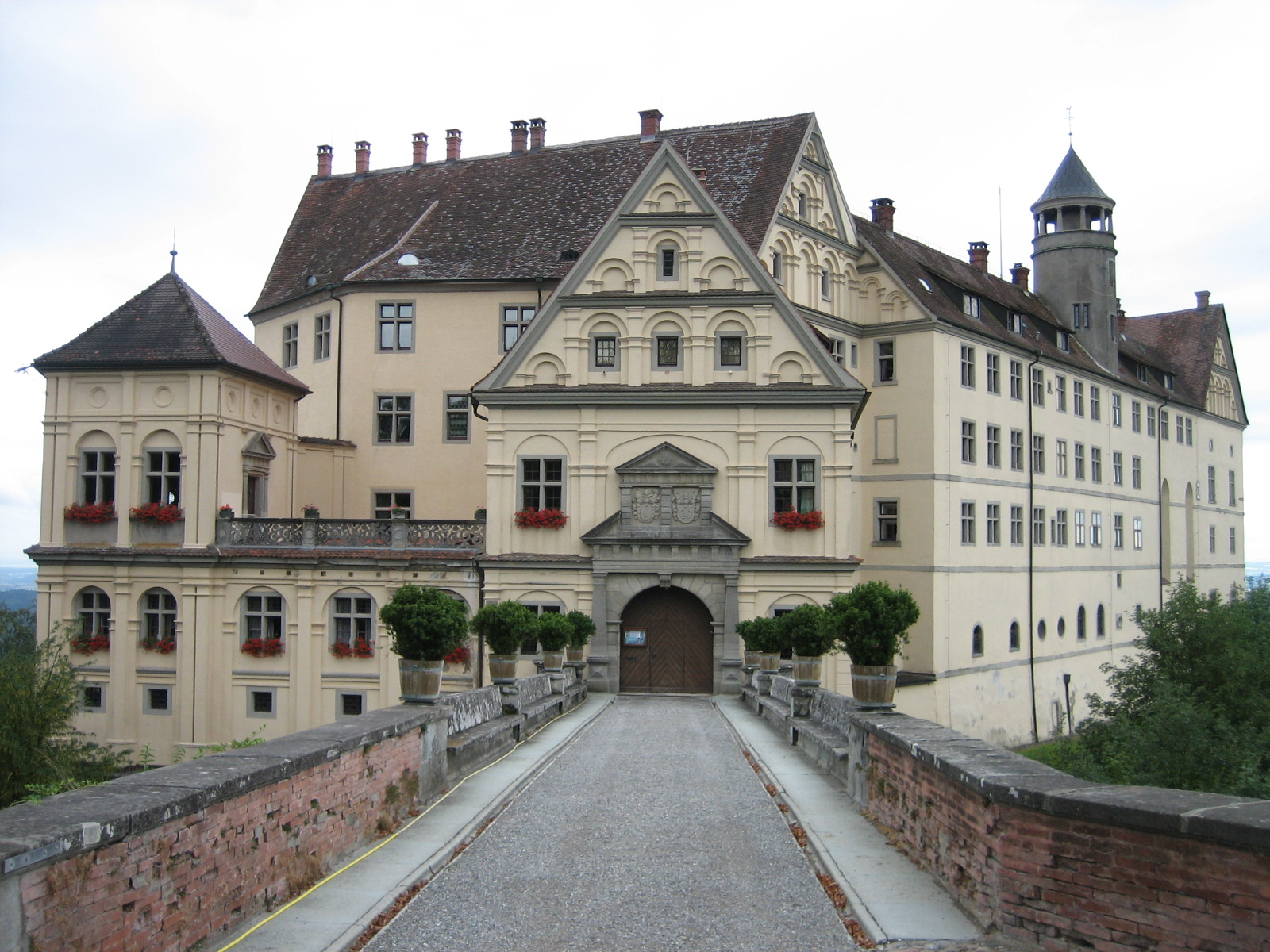
Schloss Heiligenberg

An den Höfen Maximilians II. und Rudolfs II. erschien er selten, wurde aber von den Kaisern mit manchen Aufgaben in Schwaben betraut. Heiligenberg war sein Lieblingsaufenthalt. Im Rittersaal befindet sich sein Porträt. Durch sein umsichtiges und erfolgreiches Wirtschaften war er in der Lage, das Schloss Heiligenberg wesentlich zu erweitern und auszubauen, sein Wappen am Eingang des Schlosses zeigt als Jahr der Erbauung 1569. Bis zur Hochzeit seines ältesten Sohnes Friedrich IV. (* 1563; † 1617) am 9. September 1584 verbrachte die Braut Elisabeth von Sulz, eine Tochter des Grafen Alwig von Sulz, drei Jahre auf seinem Schloss. Zur Hochzeit waren der prächtige Rittersaal und die Schlosskapelle fertiggestellt worden. Friedrich wählte noch zu Lebzeit seines Vaters Schloss Werdenberg in Trochtelfingen als Residenz, er heiratete in zweiter Ehe Anna Maria von Arco, Witwe des Wolf Rumpf, die ihm die Herrschaft Weitra zubrachte.